# 1999年悉尼雹暴
1999年悉尼雹暴（英語：1999 Sydney hailstorm）是澳大利亚保险行业历史上赔偿金额最高的自然灾害，对新南威尔士州东海岸沿线造成大范围破坏。风暴于1999年4月14日下午在悉尼南部发展形成，然后吹袭该市东部城郊，并在夜间袭击中心商务区。
风暴沿途共降下约50万公吨冰雹，造成的投保赔偿金额超过17亿澳大利亚元，如果包括未经投保的财产损失，估计这场风暴一共造成了价值23亿澳大利亚元的破坏。这个数字超越1989年纽卡斯尔地震的11亿澳大利亚元保险损失，创下澳大利亚历史上保险行业赔偿数额的新纪录。此外，风暴期间有约50人受伤，闪电还夺走了一条人命。
对风暴不稳定的特点和极端特性作进一步分析后，气象部门认为风暴属超级单体。风暴路径飘忽不定，给澳大利亚气象局的预报工作带来很大挑战，其持续时间之长、冰雹强度之大都出人意外。这起事件的另一个独特之处在于，其形成的时间和地点通常来说极少会出现类似的极端天气。

## 气候条件
4月14日，悉尼周边地区的天气情况总体上较为平静，澳大利亚气象局只测得大气存在很少的不稳定情况。整个大悉尼地区只记录下两起大气不稳定情况，但程度都很轻微。一股弱冷锋沿海岸线向北移动，位于悉尼西南方向的蓝山出现中等程度降水。但从气象报告和数据来看，这些地区的总体大气条件“不利于”形成大规模雷暴天气。
从历史纪录来看，悉尼地区在这一时期形成强烈雷暴天气的情况非常罕见，更不要说保持强度并造成严重危害了。这导致澳大利亚气象局在风暴发展早期决定不发布警报。1999年的这场雹暴是有纪录以来悉尼大都会区第2次在4月降下直径超过2厘米的冰雹，也是该市有气象纪录以来的200多年里第5次在4月受雹暴袭击。
澳大利亚历史上曾因雹暴屡次遭受重大损失。自1967年保险救灾组织开始记录投保赔偿损失以来，澳大利亚历史上造成破坏最严重的10场自然灾害中就有4场是雹暴，除1999年这场外，还有1986和1990年袭击悉尼的两场，以及1985年袭击布里斯班的一场。这一期间所有由自然灾害导致的投保赔偿中，有超过30%是由雹暴引起，并且这30%中又有四分之三发生在新南威尔士州。

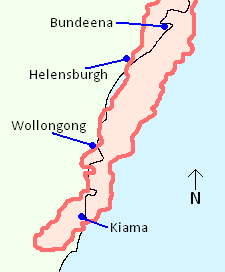
风暴形成以及在悉尼南部地区上空移动的路径图，图上英语地名从上至下分别是：班迪纳、海伦斯堡、卧龙岗市和凯马

## 风暴发展

### 形成并在悉尼以南活动

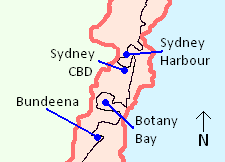
风暴进入悉尼东部郊区上空后的行进路线，图上英语地名从上至下分别是：悉尼港、悉尼中心商务区、植物学湾和班迪纳

1999年悉尼雹暴的风暴单体于澳大利亚时间4月14日下午16点25分在诺拉以北，悉尼西南偏南方向约115公里上空形成。风暴形成后起初向东北方向的海岸线前进，其单体于下午17点15分左右经过凯马，澳大利亚气象局这时将系统归类为“强烈”雷暴。该组织对雷暴强度有专门的分级，“强烈”便是其中一个级别，这一强度雷暴可以产生直径大于或等于2厘米的冰雹，阵风时速至少90公里，还有可能引起山洪爆发或龙卷风。风暴存在期间无论在何时达到相应强度，澳大利亚气象局都有可能用这一分级来为其分类。
风暴继续向东北方向移动，于下午17点25分在凯马以北不远处海岸线经过。系统强度从强烈雷暴降级后继续向海上行进了约15分钟，前进速度达到每小时约37公里。风暴于17点40分转向北上，继续沿海岸线平行移动。下午18点左右，系统在卧龙岗市正东方向转向东北偏北，行进路线仍然与海岸线平行。风暴西部边缘从卧龙岗市上空经过，当地降下中等程度冰雹，澳大利亚气象局重新将系统归类为强烈雷暴。
风暴朝东北偏北方向继续沿海岸线平行移动了15分钟，由于系统完全位于海上，所以强度虽高，但并没有对沿海郊区造成严重影响。不过，风暴西部边缘于晚上19点左右再次从海伦斯堡以东不远处海岸线经过，这里位于悉尼西南偏南方向仅40公里外。10分钟后，系统略朝北面转向，风暴中心于晚上19点20分钟左右从班迪纳重回陆地上空。

### 直接影响悉尼地区
澳大利亚气象局没有向位于植物学湾北海岸的悉尼机场发布警报，也没有提醒东部郊区其他地点做好应对大冰雹的准备。该机构以为风暴会继续向东北偏北方向进入塔斯曼海，没料到系统会再次转向北上。
穿过海岸线后，风暴继续北上，于晚上19点40分经过植物学湾，并在5分钟后到达悉尼机场上空。晚上19点45分到20点05分，系统穿过植物学湾和悉尼港之间的东部郊区，悉尼东部郊区和中心商务区的住宅和商业区降下大量冰雹。其中一些冰雹的尺寸创下悉尼地区历史上的新纪录。有报道称东部郊区出现直径13厘米的冰雹，但经确认存在的最大冰雹直径为9厘米。这是悉尼在过去52年来首次出现尺寸超过8厘米的冰雹，上一次出现这种情况则要追溯到1947年悉尼雹暴。
风暴继续穿过悉尼港并略朝北面转向，其强度经过该港后已有所减弱，于晚上20点15分降级。澳大利亚气象局认为风暴会在穿越海港后弱化并逐渐消散，不会在北上期间继续降下大量冰雹，因此该机构没有向北部郊区发布警报。

### 进入北部郊区并消散

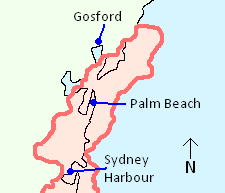
风暴穿过悉尼港后直至消散的移动路径，图上英语地名从上至下分别是：戈斯福德、棕榈海滩和悉尼港。

接下来，风暴在悉尼北部郊区上空继续向北行进了20分钟，然后再度增强并又一次向西北偏北转向，重新发展出强烈雷暴的特征。澳大利亚气象局对此始料未及，该机构本以为风暴会向海上移动并消散，不会再造成更多破坏。
晚上20点50分左右，系统还在莫纳韦尔北海滩郊区和棕榈海滩继续降下大量冰雹。21点刚过，风暴中心再度经海岸线进入大海上空。风暴强度基本保持不变，并继续向西北方向穿越布罗肯湾。从晚上21点15分到21点30分，系统西部边缘对中海岸的南部郊区构成轻微影响。
晚上21点45分左右，风暴已完全离开海岸线进入开放水域上空，再于晚上21点55分左右在戈斯福德正东方向消散。澳大利亚气象局随即将系统降级，其风暴单体到晚上22点时已完全消散。

## 余波

### 第二个风暴单体

澳大利亚气象局4月14日晚上20点的雷达图像，显示第一场风暴位于悉尼中心商务区正上方，第二个风暴单体在海岸线以南约80公里洋面。

4月14日深夜，一个规模较小的单体从之前雹暴的类似路线上经过。澳大利亚气象局没有将这一单体分入“强烈”类别，系统也没有像前一个单体那样发展成超级单体。在这样的情况下，第二个单体的行进方向和模式也就更为单一并且容易预料，总体上是跟随冷锋移动，澳大利亚气象局向沿途居民发布警报，提醒大家做好防灾准备。
第二个单体于晚上22点刚过不久经过悉尼上空，这时距首场风暴途经该市还只过了两小时。超级单体袭击悉尼时，第二个单体位于悉尼以南约80公里洋面。第二个单体产生暴雨，降下的冰雹中直径最大的超过2厘米。第二个单体造成的破坏大部分是因降水导致，许多房屋的屋顶被首场风暴的冰雹砸破，后一个单体的降雨因此产生了进一步破坏。当然，第二个单体产生的冰雹也导致了一定程度损失。

### 损失
悉尼地区降下的冰雹共计有约50万公吨，风暴沿途地区受到大面积破坏。这场风暴造成的投保赔偿数额达到约17亿澳大利亚元，如果包括未经投保的损失，这个数字还要进一步提高到约23亿澳大利亚元。如果单以投保损失计，这场雹暴超过了造成约11亿澳大利亚元赔偿的1989年纽卡斯尔地震，创下有纪录以来澳大利亚自然灾害保险赔偿数额的新纪录。受重最严重的地区位于悉尼南郊到达令角之间，距悉尼海岸线约25公里。
绝大多数损失都是由冰雹和降雨引发。约2.4万套住宅严重受损，大颗的冰雹将屋顶砸破，导致房屋中有雨水灌入而遭受进一步破坏。风暴期间有些冰雹砸落的速度高达每小时200公里，砸伤了约7万辆汽车。根据报道，悉尼机场共有23架飞机和直升机受冰雹重创，以致无法将之移入机库，遭受到风暴的进一步摧残。事后，这些情况的出现主要归咎于澳大利亚气象局没有及时发布充足的警报，该机构当时预计系统会继续向东北偏北方向进入之前到达过的塔斯曼海。
全部投保损失赔偿中，住宅区财产损失占31.8%，机动车损失占28.6%，商业和工业财产损失占27.5%。航空业损失占到保险索赔金额的5.9%，其中受损的大部分都是悉尼机场那些缺乏保护的飞机，另外还有5.8%来自“业务中断”索赔，0.4%属船只受损或其他杂项索赔。
风暴来袭时，距哈金港多兰斯湾北岸约100米处有名45岁男子正在钓鱼，由于闪电击中了他的船，这名男子当场丧生。风暴造成室外能见度差，许多车辆的挡风玻璃也被砸破，再加上其他一些因素的影响，当地出现多起交通事故，与飞溅的物体一起共造成50人受伤。

### 应急响应

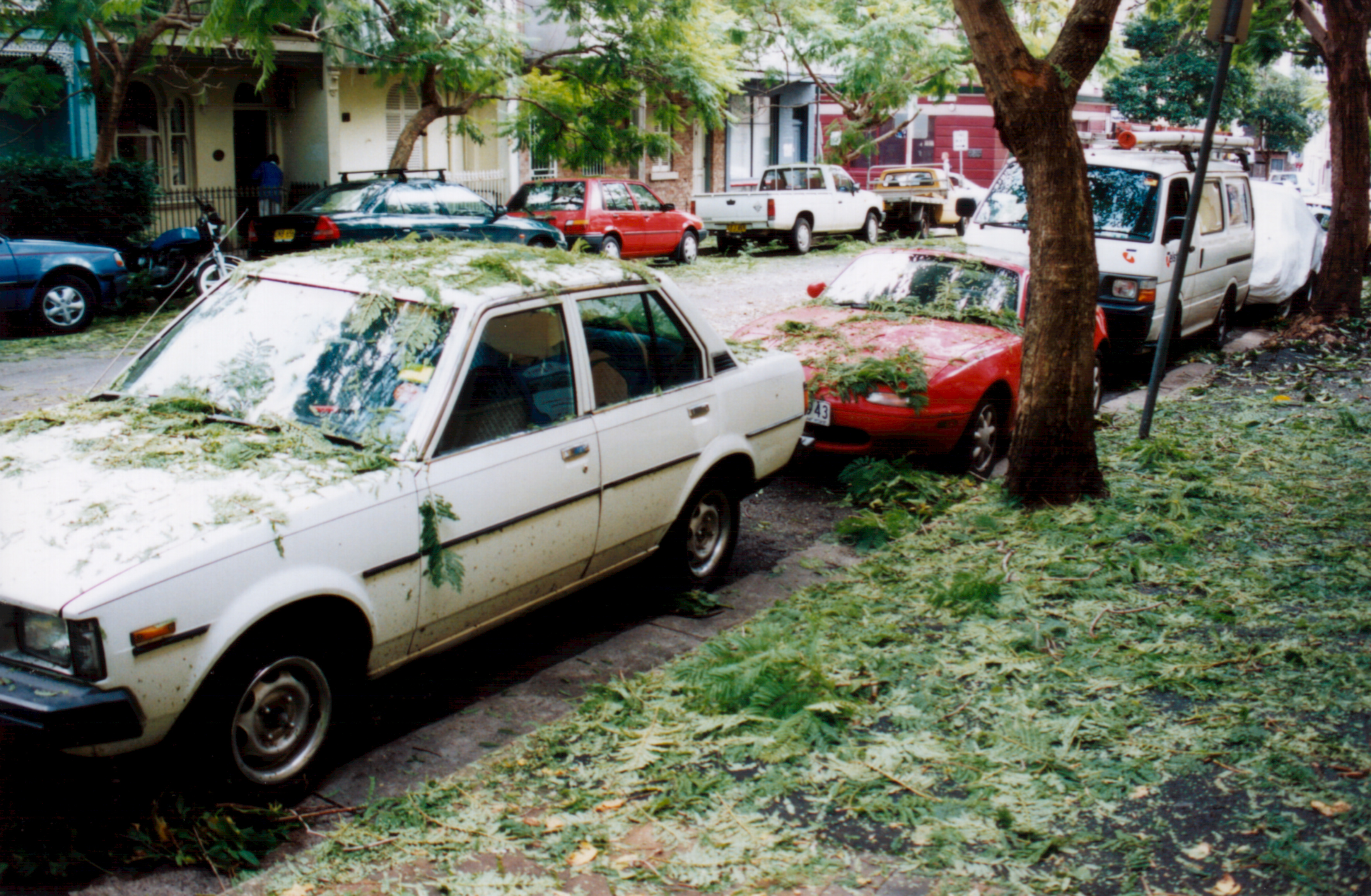
风暴过后的悉尼郊区街头

由于风暴的严重程度影响，新南威尔士州应急服务队在新南威尔士州乡区消防局、新南威尔士州消防队，以及澳大利亚首都地区应急服务部的协助下共同展开救灾工作。风暴袭击悉尼仅数小时后，所有受到影响的地区都已成为“灾区”，新南威尔士州政府在州首相鲍勃·卡尔的领导下宣布进入紧急状态，以便调控并协调州应急服务队的救灾响应工作。雹暴过去数天后，国防部长约翰·摩尔批准调遣300名澳大利亚国防军人员协助救灾工作，但这一协助只持续了一星期，并且救灾资源也是捉襟见肘。一个星期后，新南威尔士州政府“出人意料地”解除了州应急服务队的全面主控权，将部分地区的救灾主导权交给农村消防局和州消防队。
风暴袭击悉尼后的5个小时里，州应急服务队已经收到2000通紧急求助电话，分别涉及1092起相互独立的事件。州应急服务队之后一共接到2万5301通求助电话，涉及1万5007起事故，新南威尔士州农村消防局也接到了1万9437通电话。救灾和清理工作一共动用了价值约1000万澳大利亚元的防水油布，之后再进行长远性的修复。
风暴过去9天后，共计受损的12万7947幢建筑物中还有约3000幢的受损屋顶和窗户仍然没有得到临时修复，并且再过一周后仍然有部分情况依旧，这时已经有些防水油布从房屋上脱落或失效。灾难过去一个月后，救灾工作的重心已变成确保临时修复工作按部就班地进行，因为悉尼在这场雹暴过去后又接连遭遇了其它恶劣天气的打击。
对受灾地区的抽样调查表明，约有62%的建筑物屋顶、34%的窗户和53%的车辆受损。悉尼西部当时正在进行2000年夏季奥林匹克运动会所需要的基础设施建设，导致当地缺少足够的交易商来承包屋顶和窗户的修复工程。估计这一期间悉尼共有4.5万到5万交易商，但由于求远过于供的影响，“许多公司在承包那些通常只需要3000澳大利亚元的屋顶修复工程时，会收取屋主1.4万澳大利亚元甚至更高的报酬”。针对这一情况，公平贸易部长约翰·沃特金斯在风暴次日告诫业主，一定要确定那些修补住宅的承包商都是合格合法的商家。

## 脚注
1. 1 2  Zillman (1999), 19.
2. 1 2  Steingold, et al. (1999), 2.
3. 1 2  Henri (1999), 16.
4. 1 2 3 4 5 6  Schuster, et al. (2005), 1.
5. 1 2 3  Emergency Management Australia (2006).
6. 1 2  Coenraads (2006), 229.
7. 1 2  Bureau of Meteorology (2007).
8. 1 2  Emergency Management Australia (2003), 61.
9. ↑  Zillman (1999), 29.
10. 1 2  Whitaker (2005), 99.
11. 1 2  Zillman (1999), i.
12. 1 2 3  Leigh (1999).
13. ↑  Bureau of Meteorology (1999).
14. 1 2  Collings et al. (2000).
15. 1 2  Zillman (1999), 17.
16. ↑  Zillman (1999), 6.
17. 1 2 3 4 5 6  Zillman (1999), 18
18. 1 2  Department of the Environment and Heritage (1999), iii.
19. ↑  Zillman (1999), iii.
20. ↑  Whitaker (2005), 97.
21. ↑  Whitaker (2005), 101.
22. 1 2  Whitaker (2005), 103–4.
23. ↑  NSW State Emergency Service (2005).
24. 1 2 3  Schuster, et al. (2005), 2.
25. 1 2 3  Emergency Management Australia (2004).
26. 1 2 3 4  Head (1999).
27. ↑  Wilson (n.d.).
28. ↑  Geoscience Australia (n.d.).
29. ↑  Australian Associated Press (1999).